# Helladische Periode
Der Ausdruck helladische Periode (auch Helladikum sowie helladische Kultur) bezeichnet die Bronzezeit auf dem griechischen Festland.
Genauer genommen umfasst der Begriff geographisch alle griechischen Gebiete mit Ausnahme Kretas und der Kykladen, wo eigenständige bronzezeitliche Kulturen (die Minoische Kultur und die Kykladenkultur) existierten. Zu den helladischen Gebieten gehören insbesondere Zentralgriechenland (Phokis, Böotien, Attika), die Peloponnes (Korinth, Argolis), Thessalien und die griechischen Inseln ohne die Kykladen.
Die helladische Periode gliedert sich in
- das Frühhelladikum (FH), die frühe Bronzezeit (ca. 3000–2100/2000 v. Chr.),
- das Mittelhelladikum (MH), die mittlere Bronzezeit (2100/2000–1600 v. Chr.) und
- das Späthelladikum (SH), die späte Bronzezeit (1600–1050/1030 v. Chr.)[1], die auch unter dem Namen Mykenische Kultur bekannt ist.

Diese Unterteilungen wurden – in Analogie zum Evans’schen System des minoischen Kreta – 1918 von Alan Wace und Carl Blegen eingeführt. Die drei Hauptstufen werden gewöhnlich weiter in je drei Substufen FH I, FH II, FH III, MH I, MH II, MH III und SH I, SH II, SH III unterteilt. Die reale archäologische Situation fügt sich aber nicht immer in dieses Drei-Stufen-Modell. Ein Beispiel hierfür sind Keramiktraditionen. Deswegen werden manchmal noch weitere Subsequenzen eingefügt, die mit Buchstaben gekennzeichnet sind (z. B.: SH III B). Dennoch hat sich dieses System eingebürgert und wird daher immer noch fast ausschließlich für relative Zeitangaben genutzt.
Lebensgrundlage der früh- und mittelhelladischen Bevölkerung war die Landwirtschaft. Handelsbeziehungen zu den Kykladen und zum Balkan sind für diese Periode archäologisch belegt. Architektonisch herausragend sind die frühhelladischen Korridorhäuser wie etwa das Haus der Ziegel in Lerna und ein Rundbau in Tiryns. Keramik wurde zunehmend ab dem Mittelhelladikum (vereinzelt auch schon in der Phase FH III) mithilfe der Töpferscheibe hergestellt. Im Späthelladikum bildete sich mit der mykenischen Kultur die erste Hochkultur des griechischen Festlands heraus. Im SH III entstanden in Mykene, Tiryns, Pylos, Theben und Athen große Palastzentren. Späthelladische und -minoische Schriftstücke in Linear B stellen die ältesten entzifferten Zeugnisse griechischer Sprache dar.